# 운곡사 및 소장 전적
운곡사 및 소장 전적(雲谷祠 및 所藏 典籍)은 대한민국 전라남도 고흥군 고흥읍 호동리에 있다. 2019년 9월 25일 고흥군의 향토문화재 제7호로 지정되었다.

## 개요
운곡사는 1785년(정조 9)에 고흥류씨, 여산송씨, 남양송씨, 압해정씨를 배향하기 위해 두원면 운곡리에 '운곡사'로 초창되었다. 하지만 1868년(고종 5) 대원군의 서원철폐령으로 훼철되었다가 지역유림과 후손들의 강력한 권유로 훼철된 운곡사를 1960년 유덕산 기슭 고흥류씨 집성촌인 고흥읍 호동리 69번지에 복원하였다.
운곡사는 이재문(二在門, 외삼문), 덕양재(德陽齋), 요사 2동(동재, 서재), 내삼문, 운곡사(雲谷祠)와 관리동 및 운곡사중건성금방명비(雲谷祠重建誠金芳名碑) 2기가 있다. 운곡사는 정면 3칸, 측면 2칸으로 전퇴칸이 있고, 주초석은 치석이 된 원형 초석이다. 지붕은 맞배지붕으로 풍판이 설치, 겹처마로 구성되어 있다.
운곡사에는 고흥류씨 및 흥양(고흥)관련 자료들이 소장 보관중이다. 특히 『어우집(於于集)』전․후집,『창명집(滄溟集)』, 『송암유공사실(松巖柳公事實)』,『운곡오현행적(雲谷五賢行蹟)』,『운곡원집강안(雲谷院執綱案)』등은 고흥의 향토사를 밝힐 수 있는 중요한 자료로 학술적 가치가 크다.

## 소장 전적 내역
| 연번 | 책명         | 책수            | 비고                       |
| ---- | ------------ | --------------- | -------------------------- |
| 1    | 於于集       | 6권 3책         | 목활자본                   |
| 2    | 於于集 後    | 6권 3책         | 목활자본                   |
| 3    | 信庵實記     | 2책(1책+全 1책) | 필사본                     |
| 4    | 滄溟集       | 4책             | 고흥 관련자료 많음(필사본) |
| 5    | 滄溟公墓表   | 1책             | 필사본                     |
| 6    | 松巖柳公事實 | 1책             | 필사본                     |
| 7    | 雲谷五賢行蹟 | 1책             | 운곡사 5인의 행적(필사본)  |
| 8    | 雲谷院執綱案 | 1책             | 필사본                     |

## 지정 사유
운곡사 및 소장전적은 운곡사의 개설 목적과 추진현황 등 고흥의 문화적․역사적․교육적 가치를 구체적으로 확인 할 수 있는 귀중한 자료이다.